# Pływanie na Mistrzostwach Świata w Pływaniu 2023
Zawody w pływaniu na 20. Mistrzostwach Świata w Pływaniu odbyły się w dniach 23–30 lipca 2023 w Marine Messe Fukuoka.

## Harmonogram
Zostały rozegrane 42 konkurencje.
| E | Eliminacje | ½ | Półfinały | F | Finał |

| Data →                    | 23 lipca | 23 lipca | 24 lipca | 24 lipca | 25 lipca | 25 lipca | 26 lipca | 26 lipca | 27 lipca | 27 lipca | 28 lipca | 28 lipca | 29 lipca | 29 lipca | 30 lipca | 30 lipca |
| Konkurencja ↓             | R        | W        | R        | W        | R        | W        | R        | W        | R        | W        | R        | W        | R        | W        | R        | W        |
| ------------------------- | -------- | -------- | -------- | -------- | -------- | -------- | -------- | -------- | -------- | -------- | -------- | -------- | -------- | -------- | -------- | -------- |
| 50 m stylem dowolnym      |          |          |          |          |          |          |          |          |          |          | E        | ½        |          | F        |          |          |
| 100 m stylem dowolnym     |          |          |          |          |          |          | E        | ½        |          | F        |          |          |          |          |          |          |
| 200 m stylem dowolnym     |          |          | E        | ½        |          | F        |          |          |          |          |          |          |          |          |          |          |
| 400 m stylem dowolnym     | E        | F        |          |          |          |          |          |          |          |          |          |          |          |          |          |          |
| 800 m stylem dowolnym     |          |          |          |          | E        |          |          | F        |          |          |          |          |          |          |          |          |
| 1500 m stylem dowolnym    |          |          |          |          |          |          |          |          |          |          |          |          | E        |          |          | F        |
| 50 m stylem grzbietowym   |          |          |          |          |          |          |          |          |          |          |          |          | E        | ½        |          | F        |
| 100 m stylem grzbietowym  |          |          | E        | ½        |          | F        |          |          |          |          |          |          |          |          |          |          |
| 200 m stylem grzbietowym  |          |          |          |          |          |          |          |          | E        | ½        |          | F        |          |          |          |          |
| 50 m stylem klasycznym    |          |          |          |          | E        | ½        |          | F        |          |          |          |          |          |          |          |          |
| 100 m stylem klasycznym   | E        | ½        |          | F        |          |          |          |          |          |          |          |          |          |          |          |          |
| 200 m stylem klasycznym   |          |          |          |          |          |          |          |          | E        | ½        |          | F        |          |          |          |          |
| 50 m stylem motylkowym    | E        | ½        |          | F        |          |          |          |          |          |          |          |          |          |          |          |          |
| 100 m stylem motylkowym   |          |          |          |          |          |          |          |          |          |          | E        | ½        |          | F        |          |          |
| 200 m stylem motylkowym   |          |          |          |          | E        | ½        |          | F        |          |          |          |          |          |          |          |          |
| 200 m stylem zmiennym     |          |          |          |          |          |          | E        | ½        |          | F        |          |          |          |          |          |          |
| 400 m stylem zmiennym     | E        | F        |          |          |          |          |          |          |          |          |          |          |          |          |          |          |
| 4 × 100 m stylem dowolnym | E        | F        |          |          |          |          |          |          |          |          |          |          |          |          |          |          |
| 4 × 200 m stylem dowolnym |          |          |          |          |          |          |          |          |          |          | E        | F        |          |          |          |          |
| 4 × 100 m stylem zmiennym |          |          |          |          |          |          |          |          |          |          |          |          |          |          | E        | F        |

| Data →                    | 23 lipca | 23 lipca | 24 lipca | 24 lipca | 25 lipca | 25 lipca | 26 lipca | 26 lipca | 27 lipca | 27 lipca | 28 lipca | 28 lipca | 29 lipca | 29 lipca | 30 lipca | 30 lipca |
| Konkurencja ↓             | R        | W        | R        | W        | R        | W        | R        | W        | R        | W        | R        | W        | R        | W        | R        | W        |
| ------------------------- | -------- | -------- | -------- | -------- | -------- | -------- | -------- | -------- | -------- | -------- | -------- | -------- | -------- | -------- | -------- | -------- |
| 50 m stylem dowolnym      |          |          |          |          |          |          |          |          |          |          |          |          | E        | ½        |          | F        |
| 100 m stylem dowolnym     |          |          |          |          |          |          |          |          | E        | ½        |          | F        |          |          |          |          |
| 200 m stylem dowolnym     |          |          |          |          | E        | ½        |          | F        |          |          |          |          |          |          |          |          |
| 400 m stylem dowolnym     | E        | F        |          |          |          |          |          |          |          |          |          |          |          |          |          |          |
| 800 m stylem dowolnym     |          |          |          |          |          |          |          |          |          |          | E        |          |          | F        |          |          |
| 1500 m stylem dowolnym    |          |          | E        |          |          | F        |          |          |          |          |          |          |          |          |          |          |
| 50 m stylem grzbietowym   |          |          |          |          |          |          | E        | ½        |          | F        |          |          |          |          |          |          |
| 100 m stylem grzbietowym  |          |          | E        | ½        |          | F        |          |          |          |          |          |          |          |          |          |          |
| 200 m stylem grzbietowym  |          |          |          |          |          |          |          |          |          |          | E        | ½        |          | F        |          |          |
| 50 m stylem klasycznym    |          |          |          |          |          |          |          |          |          |          |          |          | E        | ½        |          | F        |
| 100 m stylem klasycznym   |          |          | E        | ½        |          | F        |          |          |          |          |          |          |          |          |          |          |
| 200 m stylem klasycznym   |          |          |          |          |          |          |          |          | E        | ½        |          | F        |          |          |          |          |
| 50 m stylem motylkowym    |          |          |          |          |          |          |          |          |          |          | E        | ½        |          | F        |          |          |
| 100 m stylem motylkowym   | E        | ½        |          | F        |          |          |          |          |          |          |          |          |          |          |          |          |
| 200 m stylem motylkowym   |          |          |          |          |          |          | E        | ½        |          | F        |          |          |          |          |          |          |
| 200 m stylem zmiennym     | E        | ½        |          | F        |          |          |          |          |          |          |          |          |          |          |          |          |
| 400 m stylem zmiennym     |          |          |          |          |          |          |          |          |          |          |          |          |          |          | E        | F        |
| 4 × 100 m stylem dowolnym | E        | F        |          |          |          |          |          |          |          |          |          |          |          |          |          |          |
| 4 × 200 m stylem dowolnym |          |          |          |          |          |          |          |          | E        | F        |          |          |          |          |          |          |
| 4 × 100 m stylem zmiennym |          |          |          |          |          |          |          |          |          |          |          |          |          |          | E        | F        |

| Data →                    | 23 lipca | 23 lipca | 24 lipca | 24 lipca | 25 lipca | 25 lipca | 26 lipca | 26 lipca | 27 lipca | 27 lipca | 28 lipca | 28 lipca | 29 lipca | 29 lipca | 30 lipca | 30 lipca |
| Konkurencja ↓             | R        | W        | R        | W        | R        | W        | R        | W        | R        | W        | R        | W        | R        | W        | R        | W        |
| ------------------------- | -------- | -------- | -------- | -------- | -------- | -------- | -------- | -------- | -------- | -------- | -------- | -------- | -------- | -------- | -------- | -------- |
| 4 × 100 m stylem dowolnym |          |          |          |          |          |          |          |          |          |          |          |          | E        | F        |          |          |
| 4 × 100 m stylem zmiennym |          |          |          |          |          |          | E        | F        |          |          |          |          |          |          |          |          |

## Medaliści

### Mężczyźni
| Konkurencja                                | Złoto | Złoto      | Srebro | Srebro   | Brąz | Brąz     |
| Konkurencja                                | Zawodnik | Czas       | Zawodnik | Czas     | Zawodnik | Czas     |
| Styl dowolny                               | |            | |          | |          |
| 50 metrów (szczegóły)                      | Cameron McEvoy · Australia | 21,06      | Jack Alexy · Stany Zjednoczone | 21,57    | Benjamin Proud · Wielka Brytania | 21,58    |
| 100 metrów (szczegóły)                     | Kyle Chalmers · Australia | 47,15      | Jack Alexy · Stany Zjednoczone | 47,31    | Maxime Grousset · Francja | 47,42    |
| 200 metrów (szczegóły)                     | Matthew Richards · Wielka Brytania | 1:44,30    | Thomas Dean · Wielka Brytania | 1:44,32  | Hwang Sun-woo · Korea Południowa | 1:44,42  |
| 400 metrów (szczegóły)                     | Samuel Short · Australia | 3:40,68    | Ahmed Hafnaoui · Tunezja | 3:40,70  | Lukas Märtens · Niemcy | 3:42,20  |
| 800 metrów (szczegóły)                     | Ahmed Hafnaoui · Tunezja | 7:37,00    | Samuel Short · Australia | 7:37,76  | Robert Finke · Stany Zjednoczone | 7:38,67  |
| 1500 metrów (szczegóły)                    | Ahmed Hafnaoui · Tunezja | 14:31,54 , | Robert Finke · Stany Zjednoczone | 14:31,59 | Samuel Short · Australia | 14:37,28 |
| Styl grzbietowy                            | |            | |          | |          |
| 50 metrów (szczegóły)                      | Hunter Armstrong · Stany Zjednoczone | 24,05      | Justin Ress · Stany Zjednoczone | 24,24    | Xu Jiayu · Chiny | 24,50    |
| 100 metrów (szczegóły)                     | Ryan Murphy · Stany Zjednoczone | 52,22      | Thomas Ceccon · Włochy | 52,27    | Hunter Armstrong · Stany Zjednoczone | 52,58    |
| 200 metrów (szczegóły)                     | Hubert Kós · Węgry | 1:54,14    | Ryan Murphy · Stany Zjednoczone | 1:54,83  | Roman Mityukov · Szwajcaria | 1:55,34  |
| Styl klasyczny                             | |            | |          | |          |
| 50 metrów (szczegóły)                      | Qin Haiyang · Chiny | 26,29      | Nic Fink · Stany Zjednoczone | 26,59    | Sun Jiajun · Chiny | 26,79    |
| 100 metrów (szczegóły)                     | Qin Haiyang · Chiny | 57,69      | Nicolò Martinenghi · Włochy · Arno Kamminga · Holandia · Nic Fink · Stany Zjednoczone                                                                               | 58,72    | [ a ] | [ a ]    |
| 200 metrów (szczegóły)                     | Qin Haiyang · Chiny | 2:05,48    | Zac Stubblety-Cook · Australia | 2:06,40  | Matt Fallon · Stany Zjednoczone | 2:07,74  |
| Styl motylkowy                             | |            | |          | |          |
| 50 metrów (szczegóły)                      | Thomas Ceccon · Włochy | 22,68      | Diogo Ribeiro · Portugalia | 22,80    | Maxime Grousset · Francja | 22,82    |
| 100 metrów (szczegóły)                     | Maxime Grousset · Francja | 50,14      | Josh Liendo · Kanada | 50,34    | Dare Rose · Stany Zjednoczone | 50,46    |
| 200 metrów (szczegóły)                     | Léon Marchand · Francja | 1:52,43    | Krzysztof Chmielewski · Polska | 1:53,62  | Tomoru Honda · Japonia | 1:53,66  |
| Styl zmienny                               | |            | |          | |          |
| 200 metrów (szczegóły)                     | Léon Marchand · Francja | 1:54,82    | Duncan Scott · Wielka Brytania | 1:55,95  | Thomas Dean · Wielka Brytania | 1:56,07  |
| 400 metrów (szczegóły)                     | Léon Marchand · Francja | 4:02,50    | Carson Foster · Stany Zjednoczone | 4:06,56  | Daiya Seto · Japonia | 4:09,41  |
| Sztafety                                   | |            | |          | |          |
| 4 × 100 metrów stylem dowolnym (szczegóły) | Australia Jack Cartwright (47,84) · Flynn Southam (47,85) · Kai Taylor (47,91) · Kyle Chalmers (46,56) · Matthew Temple                                          | 3:10,16    | Włochy Alessandro Miressi (47,54) · Manuel Frigo (47,79) · Lorenzo Zazzeri (48,13) · Thomas Ceccon (47,03) · Leonardo Deplano                                       | 3:10,49  | Stany Zjednoczone Ryan Held (48,16) · Jack Alexy (47,56) · Chris Guiliano (47,77) · Matt King (47,32) · Destin Lasco · Justin Ress                 | 3:10,81  |
| 4 × 200 metrów stylem dowolnym (szczegóły) | Wielka Brytania Duncan Scott (1:45,42) · Matthew Richards (1:44,65) · James Guy (1:45,17) · Thomas Dean (1:43,84) · Joe Litchfield                               | 6:59,08    | Stany Zjednoczone Luke Hobson (1:46,00) · Carson Foster (1:44,49) · Jake Mitchell (1:45,06) · Kieran Smith (1:44,47) · Drew Kibler · Baylor Nelson · Henry McFadden | 7:00,02  | Australia Kai Taylor (1:45,79) · Kyle Chalmers (1:45,19) · Alexander Graham (1:45,55) · Thomas Neill (1:45,60) · Flynn Southam · Elijah Winnington | 7:02,13  |
| 4 × 100 metrów stylem zmiennym (szczegóły) | Stany Zjednoczone Ryan Murphy (52,04) · Nic Fink (58,03) · Dare Rose (50,13) · Jack Alexy (47,00) · Hunter Armstrong · Josh Matheny · Thomas Heilman · Matt King | 3:27,20    | Chiny Xu Jiayu (53,39) · Qin Haiyang (57,43) · Wang Changhao (51,56) · Pan Zhanle (46,62) · Yan Zibei · Sun Jiajun · Wang Haoyu                                     | 3:29,00  | Australia Bradley Woodward (53,38) · Zac Stubblety-Cook (59,25) · Matthew Temple (50,10) · Kyle Chalmers (46,89) · Sam Williamson · Kai Taylor     | 3:29,62  |

### Kobiety
| Konkurencja                                | Złoto | Złoto        | Srebro | Srebro   | Brąz | Brąz        |
| Konkurencja                                | Zawodniczka | Czas         | Zawodniczka | Czas     | Zawodniczka | Czas        |
| Styl dowolny                               | |              | |          | |             |
| 50 metrów (szczegóły)                      | Sarah Sjöström · Szwecja | 23,62        | Shayna Jack · Australia | 24,10    | Zhang Yufei · Chiny | 24,15       |
| 100 metrów (szczegóły)                     | Mollie O’Callaghan · Australia | 52,16        | Siobhan Haughey · Hongkong | 52,49    | Marritt Steenbergen · Holandia | 52,71       |
| 200 metrów (szczegóły)                     | Mollie O’Callaghan · Australia | 1:52,85      | Ariarne Titmus · Australia | 1:53,01  | Summer McIntosh · Kanada | 1:53,65 WJ, |
| 400 metrów (szczegóły)                     | Ariarne Titmus · Australia | 3:55,38      | Katie Ledecky · Stany Zjednoczone | 3:58,73  | Erika Fairweather · Nowa Zelandia | 3:59,59     |
| 800 metrów (szczegóły)                     | Katie Ledecky · Stany Zjednoczone | 8:08,87      | Li Bingjie · Chiny | 8:13,31  | Ariarne Titmus · Australia | 8:13,59     |
| 1500 metrów (szczegóły)                    | Katie Ledecky · Stany Zjednoczone | 15:26,27     | Simona Quadarella · Włochy | 15:43,31 | Li Bingjie · Chiny | 15:45,71    |
| Styl grzbietowy                            | |              | |          | |             |
| 50 metrów (szczegóły)                      | Kaylee McKeown · Australia | 27,08        | Regan Smith · Stany Zjednoczone | 27,11    | Lauren Cox · Wielka Brytania | 27,20       |
| 100 metrów (szczegóły)                     | Kaylee McKeown · Australia | 57,53        | Regan Smith · Stany Zjednoczone | 57,78    | Katharine Berkoff · Stany Zjednoczone | 58,25       |
| 200 metrów (szczegóły)                     | Kaylee McKeown · Australia | 2:03,85      | Regan Smith · Stany Zjednoczone | 2:04,94  | Peng Xuwei · Chiny | 2:06,74     |
| Styl klasyczny                             | |              | |          | |             |
| 50 metrów (szczegóły)                      | Rūta Meilutytė · Litwa | 29,16        | Lilly King · Stany Zjednoczone | 29,94    | Benedetta Pilato · Włochy | 30,04       |
| 100 metrów (szczegóły)                     | Rūta Meilutytė · Litwa | 1:04,62      | Tatjana Schoenmaker · Południowa Afryka | 1:05,84  | Lydia Jacoby · Stany Zjednoczone | 1:05,94     |
| 200 metrów (szczegóły)                     | Tatjana Schoenmaker · Południowa Afryka | 2:20,80      | Kate Douglass · Stany Zjednoczone | 2:21,23  | Tes Schouten · Holandia | 2:21,63     |
| Styl motylkowy                             | |              | |          | |             |
| 50 metrów (szczegóły)                      | Sarah Sjöström · Szwecja | 24,77        | Zhang Yufei · Chiny | 25,05    | Gretchen Walsh · Stany Zjednoczone | 25,46       |
| 100 metrów (szczegóły)                     | Zhang Yufei · Chiny | 56,12        | Margaret MacNeil · Kanada | 56,45    | Torri Huske · Stany Zjednoczone | 56,61       |
| 200 metrów (szczegóły)                     | Summer McIntosh · Kanada | 2:04,06 , WJ | Elizabeth Dekkers · Australia | 2:05,46  | Regan Smith · Stany Zjednoczone | 2:06,58     |
| Styl zmienny                               | |              | |          | |             |
| 200 metrów (szczegóły)                     | Kate Douglass · Stany Zjednoczone | 2:07,17      | Alex Walsh · Stany Zjednoczone | 2:07,97  | Yu Yiting · Chiny | 2:08,74     |
| 400 metrów (szczegóły)                     | Summer McIntosh · Kanada | 4:27,11      | Katie Grimes · Stany Zjednoczone | 4:31,41  | Jenna Forrester · Australia | 4:32,30     |
| Sztafety                                   | |              | |          | |             |
| 4 × 100 metrów stylem dowolnym (szczegóły) | Australia Mollie O’Callaghan (52,08) · Shayna Jack (51,69) · Meg Harris (52,29) · Emma McKeon (51,90) · Brianna Throssell · Madison Wilson                                      | 3:27,96      | Stany Zjednoczone Gretchen Walsh (54,06) · Abbey Weitzeil (52,71) · Olivia Smoliga (52,88) · Kate Douglass (52,28) · Torri Huske · Maxine Parker               | 3:31,93  | Chiny Cheng Yujie (53,39) · Yang Junxuan (53,53) · Wu Qingfeng (52,64) · Zhang Yufei (52,84) · Ai Yanhan · Zhu Menghui                      | 3:32,40     |
| 4 × 200 metrów stylem dowolnym (szczegóły) | Australia Mollie O’Callaghan (1:53,66) · Shayna Jack (1:55,63) · Brianna Throssell (1:55,80) · Ariarne Titmus (1:52,41) · Madison Wilson · Lani Pallister · Kiah Melverton      | 7:37,50      | Stany Zjednoczone Erin Gemmell (1:55,97) · Katie Ledecky (1:54,39) · Bella Sims (1:54,64) · Alex Shackell (1:56,38) · Leah Smith · Anna Peplowski              | 7:41,38  | Chiny Li Bingjie (1:55,83) · Li Jiaping (1:57,54) · Ai Yanhan (1:55,57) · Liu Yaxin (1:55,46) · Yang Peiqi · Ge Chutong                     | 7:44,40     |
| 4 × 100 metrów stylem zmiennym (szczegóły) | Stany Zjednoczone Regan Smith (57,68) · Lilly King (1:04,93) · Gretchen Walsh (57,06) · Kate Douglass (52,41) · Katharine Berkoff · Lydia Jacoby · Torri Huske · Abbey Weitzeil | 3:52,08      | Australia Kaylee McKeown (57,91) · Abbey Harkin (1:07,07) · Emma McKeon (56,44) · Mollie O’Callaghan (51,95) · Madison Wilson · Brianna Throssell · Meg Harris | 3:53,37  | Kanada Kylie Masse (58,74) · Sophie Angus (1:06,21) · Margaret MacNeil (55,69) · Summer McIntosh (53,48) · Ingrid Wilm · Mary-Sophie Harvey | 3:54,12     |

### Konkurencje mieszane
| Konkurencja                                                  | Złoto | Złoto   | Srebro | Srebro  | Brąz | Brąz    |
| Konkurencja                                                  | Zawodnicy | Czas    | Zawodnicy | Czas    | Zawodnicy | Czas    |
| Sztafeta mieszana 4 × 100 metrów stylem dowolnym (szczegóły) | Australia Jack Cartwright (48,14) · Kyle Chalmers (47,25) · Shayna Jack (51,73) · Mollie O’Callaghan (51,71) · Flynn Southam · Madison Wilson · Meg Harris | 3:18,83 | Stany Zjednoczone Jack Alexy (47,68) · Matt King (47,78) · Abbey Weitzeil (52,94) · Kate Douglass (52,42) · Chris Guiliano · Olivia Smoliga · Bella Sims       | 3:20,82 | Wielka Brytania Matthew Richards (47,83) · Duncan Scott (47,46) · Anna Hopkin (53,30) · Freya Anderson (53,09) · Jacob Whittle · Thomas Dean · Lucy Hope               | 3:21,68 |
| Sztafeta mieszana 4 × 100 metrów stylem zmiennym (szczegóły) | Chiny Xu Jiayu (52,42) · Qin Haiyang (57,31) · Zhang Yufei (55,69) · Cheng Yujie (53,15) · Yan Zibei · Wang Yichun · Wu Qingfeng                           | 3:38,57 | Australia Kaylee McKeown (58,03) · Zac Stubblety-Cook (58,84) · Matthew Temple (50,63) · Shayna Jack (51,53) · Bradley Woodward · Sam Williamson · Emma McKeon | 3:39,03 | Stany Zjednoczone Ryan Murphy (52,02) · Nic Fink (58,19) · Torri Huske (58,19) · Kate Douglass (51,79) · Katharine Berkoff · Josh Matheny · Dare Rose · Abbey Weitzeil | 3:40,19 |

## Klasyfikacja medalowa
| Miejsce | Państwo           | Złoto | Srebro | Brąz | Razem |
| ------- | ----------------- | ----- | ------ | ---- | ----- |
| 1.      | Australia         | 13    | 7      | 5    | 25    |
| 2.      | Stany Zjednoczone | 7     | 20     | 11   | 38    |
| 3.      | Chiny             | 5     | 3      | 8    | 16    |
| 4.      | Francja           | 4     | 0      | 2    | 6     |
| 5.      | Wielka Brytania   | 2     | 2      | 4    | 8     |
| 6.      | Kanada            | 2     | 2      | 2    | 6     |
| 7.      | Tunezja           | 2     | 1      | 0    | 3     |
| 8.      | Szwecja           | 2     | 0      | 0    | 2     |
| 8.      | Litwa             | 2     | 0      | 0    | 2     |
| 10.     | Włochy            | 1     | 4      | 1    | 6     |
| 11.     | Południowa Afryka | 1     | 1      | 0    | 2     |
| 12.     | Węgry             | 1     | 0      | 0    | 1     |
| 13.     | Holandia          | 0     | 1      | 2    | 3     |
| 14.     | Hongkong          | 0     | 1      | 0    | 1     |
| 14.     | Polska            | 0     | 1      | 0    | 1     |
| 14.     | Portugalia        | 0     | 1      | 0    | 1     |
| 17.     | Japonia           | 0     | 0      | 2    | 2     |
| 18.     | Korea Południowa  | 0     | 0      | 1    | 1     |
| 18.     | Niemcy            | 0     | 0      | 1    | 1     |
| 18.     | Nowa Zelandia     | 0     | 0      | 1    | 1     |
| 18.     | Szwajcaria        | 0     | 0      | 1    | 1     |
| Razem   | Razem             | 42    | 44     | 41   | 127   |